# Radegunda, Mozirje
Radegunda este o localitate din comuna Mozirje, Slovenia, cu o populație de 287 de locuitori.